# Love Is on My Side
«Love Is on My Side» (с англ. — «Любовь на моей стороне») — песня португальской группы The Black Mamba, с которой представляла Португалию на «Евровидение-2021» в Роттердаме, Нидерланды. Эта песня стала первой на Евровидении полностью исполненная на английском языке от Португалии.

## Евровидение
Эта песня была выбрана для представления Португалии на конкурсе песни «Евровидение-2021» после победы на музыкальном конкурсе Festival da Canção, который отбирает заявки Португалии на участие в конкурсе. В полуфинале конкурса 2021 года был представлен тот же состав стран, который был определен жеребьевкой для конкурса 2020 года. Португалия выступила во втором полуфинале, состоявшийся 20 мая 2021 года, в котором заняла 4-е место и вышла в финал. В финале, состоявшийся 22 мая 2021 года, заняла 12-е место со 153 очками.

## Чарты
| Чарты (2021)                              | Высшая позиция |
| ----------------------------------------- | -------------- |
| Iceland (RÚV)                             | 17             |
| Lithuania (AGATA)                         | 46             |
| Нидерланды (Single Top 100)               | 70             |
| Португалия (AFP)                          | 44             |
| Sweden Heatseeker (Sverigetopplistan)     | 5              |
| Великобритания (OCC UK Singles Downloads) | 55             |